# John Edward Casida
John Edward Casida (22 de dezembro de 1929) é um entomologista e toxicologista estadunidense, professor da Universidade da Califórnia em Berkeley.

## Nascimento e educação
Casida nasceu em 1929 nos Estados Unidos. Obteve um BS na Universidade do Wisconsin-Madison em 1951 onde obteve também um MS em 1951 e um PhD em 1954.

## Pesquisa
Casida é conhecido por suas pesquisas sobre toxicologia e modo de ação da maioria dos grandes inseticidas, herbicidas e fungicidas, e seus sinergistas. Suas pesquisas incluem a descoberta que os inseticidas de rianoides e ciclodienos perturbam os canais de cálcio e ácido gama-aminobutírico (GABA), que abriram pesquisas voltadas para a identificação de novos compostos que interagem com receptores GABA. Outras áreas de estudo incluem pesquisas sobre síntese, metabolismo, toxicocinética e mecanismos de toxicidade de organofosfatos, piretroides e neonicotinoides. Além disso, é reconhecido como um pesquisador "Highly Cited" pela ISI Web of Knowledge e atualmente possui mais de 850 publicações científicas.
Casida sintetizou compostos que são mais ativos e menos persistentes do que os inseticidas atualmente utilizados na prática agrícola, e suas contribuições proporcionaram uma base racional para a avaliação dos riscos e benefícios de pesticidas e tóxicos.
Foi eleito fellow da Academia Nacional de Ciências dos Estados Unidos em 1991 e Foreign Members of the Royal Society (ForMemRS) em 1998.  Recebeu o Prêmio Wolf de Agronomia de 1993, "for his pioneering studies on the mode of action of insecticides, design of safer pesticides and contributions to the understanding of nerve and muscle function in insects".